# Holochlamys beccarii
Holochlamys beccarii là một loài thực vật có hoa trong họ Ráy (Araceae). Loài này được (Engl.) Engl. mô tả khoa học đầu tiên năm 1883.